# Jerald Daemyon
Pour les articles homonymes, voir Jerald.
Jerald Daemyon est un violoniste électrique de jazz américain originaire de Détroit, dans le Michigan (États-Unis). Bien que l'influence de violonistes comme Jean-Luc Ponty ou Stéphane Grappelli ait été déterminante pour lui afin de se forger son propre son, l'œuvre de Daemyon est plus dans la lignée des travaux du violoniste jazz-funk Noel Pointer. Daemyon a été révélé au public par son album Thinking About You de 1995. Cet album a d'abord été sorti en indépendant sur son propre label Jazzestra Records avant de rencontrer le succès sur les radios urbaines des États-Unis et du monde entier, grâce à sa musique très orientée R&B contemporain. Très demandé par les auditeurs de ces radios, il rencontre un fort succès commercial quand son album est signé chez GRP/Universal Records, dominant les charts Urban et Jazz contemporain du Billboard et recevant par ce même magazine le prix de Meilleur album de Jazz contemporain en 1997. L'un des morceaux de cet album, Summer Madness, une reprise du classique instrumental jazz-funk (et smooth jazz avant l'heure) du groupe Kool & The Gang, a été très diffusé sur les radios en 1997, notamment dans sa version house, remixé par Masters At Work. En 1995, Daemyon signe sur le label de jazz GRP Records. Deux albums suivent en 2001.

## Discographie
- Thinking About You (1995 - GRP Records)
- Jerald's Groove (2001 - Maca Daemyon)
- The Jerald Daemyon Group (2001 -  JeDa)

## Liens
- (en) Page MySpace
- (en) Page Verve Records